# Santuário de Nossa Senhora do Alívio
O Santuário de Nossa Senhora do Alívio, também referido apenas como Santuário do Alívio, é um santuário mariano fundado em 1798, localizado na freguesia de Soutelo, município de Vila Verde, distrito de Braga, em Portugal.